# Arabineura khalidi
Arabineura khalidi – gatunek ważki z rodziny pióronogowatych (Platycnemididae); jedyny przedstawiciel rodzaju Arabineura. Występuje endemicznie we wschodniej części Półwyspu Arabskiego – w północnym Omanie i Zjednoczonych Emiratach Arabskich.